# The Losing Edge
The Losing Edge is aflevering 132 (#905) van de animatieserie South Park. Deze aflevering werd in Amerika voor het eerst uitgezonden op 6 april 2005.

## Verhaal
De jongens uit de klas van Stan Marsh, Kenny McCormick, Kyle Broflovski en Eric Cartman zitten in een Little League Honkbal team, maar iedereen haat de sport; ze spelen alleen vanwege het enthousiasme van hun ouders. Om het voor Stan nog erger te maken gaat zijn vader, Randy Marsh, bij elke wedstrijd in gevecht met andere ouders. Ze winnen hun finale, ze zijn heel blij, totdat hun trainer, Chris Stotch, de vader van Butters Stotch, ze vertelt dat ze verder gaan spelen in een State Championship. Stan bedenkt dat ze het beste de andere teams kunnen vertellen dat ze willen verliezen. Maar helaas wil niet één ander team winnen. De andere teams zijn veel beter in verliezen dan South Park en South Park wint van Fort Collins, Greeley en Pueblo. Als ze nog één keer winnen zal hun hele seizoen herstarten, maar dan nationaal. En ze zullen niks anders meer doen dan honkbal, een hele zomer lang. Cartman bedenkt dat het misschien het beste is om iemand in het team te doen die heel slecht is. Iemand die onmogelijk kan winnen. Ze kiezen voor Kyle Schwartz, Kyles neef.
Ondertussen traint Randy hard om de andere ouders met vechten te verslaan. Maar als South Park tijdens een interview hun laatste tegenstander, Denver, ziet, blijkt een van de ouders, die zichzelf "Bat Dad" noemt, een bierdrinkende sterke vechtende ouder met een paarse Batman cape en masker, te zijn. Hij ziet er veel sterker uit en daarom wordt Randy hierdoor afgeschrikt en besluit zelfs niet naar de wedstrijd te gaan.
Als de grote wedstrijd begint, gaat Kyle Schwartz als eerste slaan. Ze vertrouwen compleet op zijn talent in mislukken. Maar Denvers pitcher blijkt zo goed te zijn in slecht gooien, dat hij bij vrijwel iedereen, inclusief Kyle Schwartz, de knuppel kan raken. Voor Stan als pitcher is dat onmogelijk met zulke slechte tegenstanders. Als de laatste gooi moet worden gedaan, staat het 24-0 voor South Park, en bijna iedereen heeft de hoop al opgegeven.
Maar dan verschijnt Randy ter tonele en begint met Bat Dad te vechten. De scheidsrechter waarschuwt dat als ze niet stoppen de teams gediskwalificeerd zullen worden. Bat Dad slaat Randy neer en stopt met vechten. Aangemoedigd door verbeeldingen en door de kinderen staat Randy op en slaat Bat Dad neer. Dan wordt South Park gediskwalificeerd. En iedereen van het team, behalve Kyle Schwartz, juicht Randy, die gearresteerd wordt, toe.